# I Found Out
«I Found Out» es una canción del músico británico John Lennon, tomado de su álbum de 1970 John Lennon/Plastic Ono Band. La canción muestra enojo y amargura, expresando la desilusión de Lennon con un mundo dominado por la falsedad.
En otro tema común en el álbum, la canción es también crítica de la antigua banda de Lennon The Beatles. Durante los últimos años de la década de 1960, su compañero de banda George Harrison se interesó en el misticismo oriental; Lennon rechaza el amor de Harrison por los gurús y el mantra Hare Krishna como «pie in the sky». («tarta en el cielo») Lennon también reclama que está «observando la religión de Jesús hacia Paul». La doble referencia a Paul el Apóstol y su compañero de banda Paul McCartney implica que The Beatles no eran muy amados por su música, sino más bien adorados como dioses.
La instrumentación, estilo y producción de la canción son típicos del trabajo de Lennon's Plastic Ono Band. La canción está más influenciada fuertemente por la música blues que otras canciones en Plastic Ono Band.

## Personal
Los músicos que interpretaron en la grabación original son los siguientes:
- John Lennon: voz, guitarra
- Ringo Starr: batería
- Klaus Voormann: bajo eléctrico